# Kim Young-ha
Kim Young-ha (Hwacheon, 11 de Novembro de 1968) é um escritor sul-coreano.Venceu com a sua obra de estreia, Tenho o Direito de Me Destruir, o prémio Munhak-dogne, na Coreia do Sul. Viveu em Nova Iorque, onde leccionou na universidade de Columbia. Actualmente é cronista do Internacional New York Times.

## Obras
- The Pager (Hochul 1996)
- I Have the Right to Destroy Myself (Na-neun na-reul pagoehal gwolli-ga issda 1996)
- Whatever Happened to the Guy Stuck in the Elevator? (Ellibeiteo-e kkin geu namja-neun eotteoke doe-eossna 1999)
- Why, Arang (Arang-eun wae 2001)
- Black Flower (Geomeun kkot 2003)
- Brother has Returned (Oppa-ga dolawassda 2004)
- Your Republic Is Calling You (빛의 제국 2006)
- Quiz Show (Kwijeusyo 2007)
- Nobody {Blank} What Happened (2010)
- I Hear Your Voice (Neo-ui moksori-ga deullyeo 2012)
- A Murderer's Guide to Memorization (Salinja-ui gieokbeop 2013)

### Obras publicadas em Portugal
- 2013 - Tenho o Direito de Me Destruir